# IC 1122
IC 1122 — галактика типу E (еліптична галактика) у сузір'ї Змія.
Цей об'єкт міститься в оригінальній редакції індексного каталогу.